# 75 Orionis
75 Orionis är en vit stjärna i huvudserien i stjärnbilden Orion.
75 Orionis har visuell magnitud +5,39 och är synlig för blotta ögat vid god seeing. Den befinner sig på ett avstånd av ungefär 225 ljusår.